# Pilot Corporation

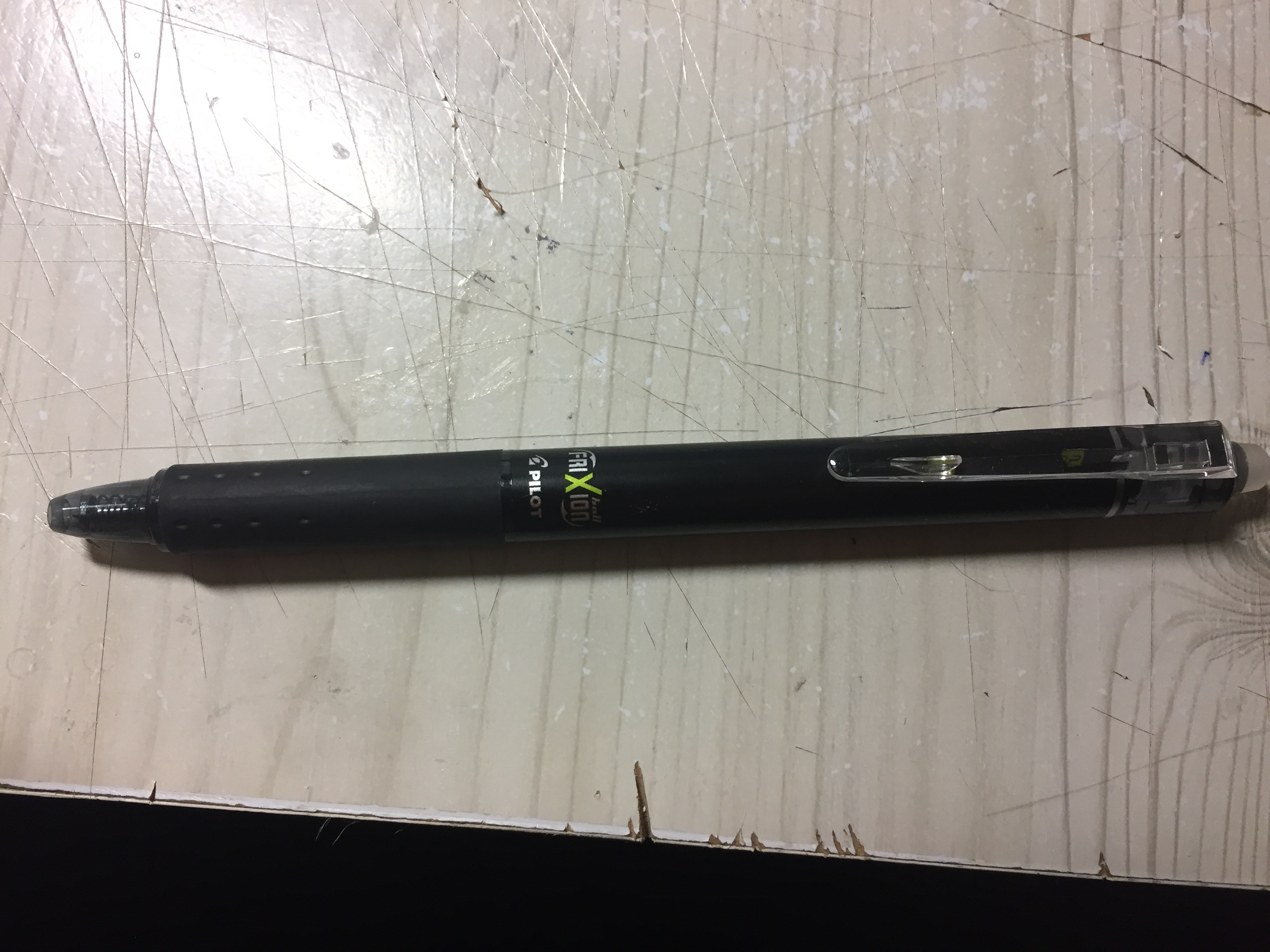
Pilot ball pens

La Pilot Corporation (株式会社パイロットコーポレーション?, Kabushiki Kaisha Pairotto Kōporēshon, Borsa di Tokyo: 7846 ) è un'azienda con sede a Tokyo, Giappone, fondata nel 1918 da Ryosuke Namiki, leader nella produzione di articoli di gioielleria e cancelleria, in particolare penne a sfera e stilografiche. È la prima azienda produttrice di penne in Giappone, e terza negli Stati Uniti. Possiede succursali nella maggior parte dei Paesi di tutto il mondo, tra cui Filippine, Regno Unito, Malaysia, Brasile, Sudafrica, Germania, e Francia. La maggior parte delle penne marca Pilot sono prodotte in Giappone, Francia e Stati Uniti.

## Storia
La Pilot Pen Corporation venne fondata nel 1918 da Ryosuke Namiki sotto il nome Namiki Manufacturing Company. Nel 1926 fondò le prime sedi oltreoceano in Malaysia, Singapore, New York, Londra e Shanghai. Nel 1938 il nome della compagnia cambiò in Pilot Pen Corporation, cambiato poi in Pilot Ink Company nel 1950. Tra il 1972 e il 1999 vennero fondate diverse succursali per coprire i vari rami della società che, nel 2004, cambiò nome nell'attuale Pilot Corporation.

## Modelli
La Pilot G-2, penna a sfera con inchiostro a gel ricaricabile, ha una clip in plastica dal design formoso, che vicino alla base sale, poi scende per poi salire ancora a formare una mezza pallina schiacciata. Il fusto è trasparente per un facile controllo del livello d'inchiostro, il refill tappato ha una sostanza oleosa che impedisce che l'inchiostro a gel secchi nel refill, il grip ergonomico è in gomma, con striscette incavate orizzontalmente nella parte del grip più vicina alla punta.
Quest'ultima è in acciaio inossidabile con sfera in carburo di tungsteno, per una maggiore regolarità del tratto. Disponibile in tre spessori di tratto (05; 07; 10) anche in versione Mini ed in vari colori oltre Rosso, Blu e Nero. Smontabile in 7 parti quali:
- Punta del click
- Meccanismo del click
- Clip
- Fusto
- Refill
- Tappino del refill
- Grip, molla e para punta in plastica sono un pezzo unico.

La FriXion Ball, penna a sfera della linea FriXion con inchiostro a gel cancellabile e ricaricabile,l'inchiostro è molto liquido, risposta della Pilot alla Replay della Paper Mate, dal 2012 è disponibile anche nella versione Clicker. In questa il click è la clip, mentre la "X" funge da indicatore "on-off". Quando la penna è aperta, la parte verdognola traspare dalla "X", quando è chiusa, invece, dalla "X" traspare la parte del refill nera senza inchiostro. Anche queste disponibili in vari colori.
L'inchiostro a gel cancellabile risulta sensibile al calore. Prendendo un foglio di carta comune basta avvicinare il calore di un accendino, o di un ferro da stiro per cancellare le tracce di inchiostro anche senza intaccare il supporto cartaceo.
La Pilot Acroball è una penna a sfera realizzata con 78% di plastica riciclata. La clip è in plastica, con design semplice ma efficace. Il retro della clip ricorda il retro di una Paper-Mate FlexGrip Ultra.
Il grip ergonomico in gomma presenta tacchette in rilievo posizionate a spina di pesce. Smontabile in 7 parti quali:
- Punta del click
- Meccanismo del click
- Fusto
- Refill
- Grip
- Molla
- Para punta in plastica.

La Pilot Réxgrip è una penna a sfera semplicissima. Il grip è sottile ed in gomma e la clip è la quintessenza della semplicità. Solo una cosa è impegnativa: il nome, reso un po' difficile da pronunciare correttamente dall'accento acuto sulla e. Smontabile in appena 4 pezzi quali:
- Clip e grip sono fusi nel fusto
- Refill
- Molla
- Para punta in plastica.

Classifica della durezza della molla del click   (ordine decrescente)
1. G-2
2. Acroball
3. Frixion Clicker
4. Réxgrip
5. Super Grip